# Caja Pinta
Caja Pinta är en ort i Mexiko.   Den ligger i kommunen Linares och delstaten Nuevo León, i den centrala delen av landet, 600 km norr om huvudstaden Mexico City. Caja Pinta ligger 495 meter över havet och antalet invånare är 310.
Terrängen runt Caja Pinta är varierad. Runt Caja Pinta är det ganska glesbefolkat, med 29 invånare per kvadratkilometer. Närmaste större samhälle är Linares, 18,6 km nordost om Caja Pinta. I omgivningarna runt Caja Pinta växer huvudsakligen savannskog.